# Universidad Estatal de Perm
La Universidad Estatal de Perm (en ruso: Пермский Государственный Университет, PSU a menudo abreviado como PSU, ПГУ) se encuentra en Perm, Federación Rusa. Fue fundada en 1916, afirma ser una de las universidades más antiguas de los Urales y los territorios del este de Rusia. Su rector actual es Dmítry Krasílnikov. El campus de la Universidad es el ganador del "Premio del alcalde de Moscú al mejor campus"

## Historia de la universidad

### Creación de la universidad
En el cambio de siglo XIX y XX, surgió la necesidad de crear una escuela superior en los Urales: la industria en desarrollo de la región necesitaba su propio centro científico educativo. La idea de crear una universidad en los Urales fue apoyada activamente por Dmitri Mendeléyev, Aleksandr Stepánovich Popov, D. N. Mamin-Sibiryak, A. K. Denisov-Uralsky y otros.
La elección de Perm durante la creación de la universidad se debió en gran parte al apoyo activo de la comunidad local.
Un industrial N.V. Meshkov jugó un papel especial en la apertura y desarrollo de la universidad. Solicitó la evacuación de la Universidad de Yuryev a Perm en 1915, durante la Primera Guerra Mundial. Pero cuando la necesidad de evacuación desapareció (la Universidad de Yuryev se fue trasladado a Vorónezh), logró la apertura de una sucursal de la Universidad de Petrogrado de Perm, le dio un complejo de edificios que se convirtió en los primeros edificios de la Universidad, y proporcionó ayuda financiera por un monto de 500 mil rublos.
De acuerdo con la ley del Ministerio de Educación Pública de Rusia del 1 de octubre (14) de 1916, N.º 2773, la sucursal de Perm de la Universidad Imperial de Petrogrado se formó con los 3 primeros cursos en tres facultades. 522 estudiantes ingresaron a la universidad; 32 departamentos fueron creados. 
Ya sobre la base del sucursal de Perm, por el decreto del Gobierno provisional ruso de fecha 1 (14) de julio de 1917, N.º 752, la Universidad de Perm fue abierto. 
Los primeros profesores de la universidad fueron profesores jóvenes y Profesores asociados de la Universidad de Petrogrado. Entre ellos, el investigador de la cultura de Civilización egea B. L. Bogaevsky, el investigador de la Edad Media rusa B. D. Grekov, el investigador de la antigüedad y la Edad Media A. P.  Dyakonov, el creador de la historia de la lengua rusa literaria L. A. Bulakhovsky, uno de los fundadores de la teoría de la excitación iónica B. F.Verigo, el investigador de la historia de la Edad Media N. P. Ottokar, abogado y latinista V. F. Glushkov, histólogo A. A. Zavarzin, químico orgánico A. I. Lunyak, especialista en filología eslava S. P. Obnorsky, especialista en mineralogía A. A. Polkanov, estadístico M. V. Ptukha, abogado y filósofo A. S. Yianchenko, fundador de lingüística Lituania K. Buga, historiador G. V. Vernadsky, investigador de la biología de los organismos inferiores A. G. Genkel, autor de la teoría del expansión de Universo A. A. Fridman, fundador de la escuela de entomólogos médicos, V. N. Beklemishev, quien desarrolló la teoría analítica de números, M. I. Vinogradov, el historiador de la literatura rusa, Y. N. Verkhovsky, y otros. El astrónomo Konstantin Pokrovsky vino de la Universidad de Yuryev.

### Desarrollo de la Universidad
Las primeras facultades de la Universidad de Perm fueron: Física y Matemáticas, y Filológica, Derecho.
Desde 1917, el departamento médico de la Facultad de Física y Matemáticas se transformó en la Facultad de Medicina.
En 1918, fue creado un departamento farmacéutico en la Facultad de Física y Matemáticas.
En 1918 fue inaugurada la facultad agrícola y forestal. En 1922, la facultad pasó a llamarse agronómica.
En 1919 fue creada la Facultad de Ciencias Sociales sobre la base de la Facultad de Historia y Filología y la Facultad de Derecho.
En 1922, fue formada la Facultad de Pedagogía como resultado de la fusión de la Facultad de Ciencias Sociales con la Facultad de Física y Matemáticas. 
En 1922, por iniciativa del jefe del Departamento de Botánica, el prof. A. G. Genkel fue creado el jardín botánico de la universidad.
La disminución del número de profesores en la década de 1930 tiene que ver con la separación de los institutos independientes de la Universidad de Perm: químico y tecnológico (Bereznikí), veterinario (Troitsk, 1929), agrícola, médico, pedagógico y, posteriormente, farmacéutic ( 1936) y politécnico (1960).
Así, en la década de 1930, varias facultades de la universidad se convirtieron en universidades independientes:

• en 1930, la facultad pedagógica se separó en un instituto pedagógico independiente (desde 1995 — Universidad Pedagógica del Estado de Perm, desde 2012 — Universidad Pedagógica y Humanitaria del Estado de Perm)
 
• en 1930 la facultad de agricultura se transformó en un Instituto Agrícola de los Urales independiente (desde 1933 - el Instituto Agrícola de Perm), en 1995 recibió el estatus de academia.
 
• en 1931, la Facultad de Medicina se transformó en el Instituto Médico de Perm (desde 1994— la Academia Médica Estatal de Perm, desde 2014 - la Universidad Médica Estatal de Perm).
 
• en 1931 fue establecida la Facultad de Biología. Desde este año, la universidad consta de facultades de física y matemáticas, biología y geología.
 
• en 1936, el departamento farmacéutico fue transformado en el Instituto Farmacéutico del Estado de Perm, que recibió el estatus de academia en 1995.
En 1941 fue restaurada la Facultad de Historia y Filología. 
En 1948 se reabrió la Facultad de Derecho (en 1922 fue completamente liquidada); en el mismo año, la universidad creó su propio periódico. 
En 1949 se inauguró la facultad técnica con departamentos de metalúrgica, minería, químico-tecnológica y construcción civil.
Luego aparecieron:

• 1955 - Facultad de Geografía;

• 1959 - Facultad de Economía;
 
• 1960 - la Facultad de Física y Matemáticas se dividió en dos facultades: Física y Mecánica y Matemáticas;
 
• 1960 - la Facultad de Historia y Filología se dividió en dos facultades: Historia y Filología;
 
• 1960: cuatro departamentos de la facultad técnica pasaron a formar parte del Instituto Politécnico de Perm (desde 1992 adquirió el estatuto de universidad);
 
• 1996 - Se creyó la Facultad de Filosofía y Sociología;
 
• 1996 - la Facultad de Historia fue transformado en la Facultad de ciencia histórica y política;
 
• 2003 - Se creyó la Facultad de Lenguas y Literaturas Modernas.
El 14 de octubre de 2016, la universidad celebró su centenario. 
En el año de la celebración del aniversario, con el fin de promover a las personalidades asociadas con la Universidad de Perm, se implementó un proyecto destinado a publicar artículos sobre ellos en la sección rusa de Wikipedia.

## Universidad moderna
Hoy en la Universidad Estatal de Perm hay 12 facultades, 77 departamentos y 2 filiales.  
En la universidad estudian 11 432 personas (2010/2011 año académico) incluso 7607 estudiantes de educación presencial. La Universidad prepara el personal de la calificación científica superior por 56 programas de título de máster (más o menos de 250 estudiantes de posgrado) y 6 programas de doctorado. En la Universidad actúan 14 comisiones del defensa de tesis de máster, incluso 11 comisiones de defensa de tesis de doctor.
La labor docente realiza 1229 empleados,incluso 164 doctores, catedráticos y 480 profesores titulares. El personal docente de la Universidad incluye 4 membros activos (académicos) y 3 miembros corresponsales de la Academia de Ciencias de Rusia (en ruso: РАН, 1 miembro corresponsal de la organización pública “sociedad rusa de autores”, 15 eméritos de la ciencia de la Federación de Rusia y 10 trabajadores eméritos de la educación superior de la Federación de Rusia. Además aproximadamente 10 personas tienen título de profesor emérito de Universidad Estatal de Perm. 
La Universidad realizan una colaboración con los socios extranjeros y organizaciones internacionales. Así los profesores y estudiantes van a los viajes de negocios en programas a largo plazo, mutuamente acordados con universidades de otros países y organizaciones internacionales. Y, por el contrario, los profesores y estudiantes de otras universidades vienen a Perm. Los socios de Universidad de Perm son la Universidad de Oxford (Reino Unido),las universidades de Francia (Universidad de Aix-Marsella, Universidad Grenoble Alpes, Universidad de Pau y de Pays de l'Adour, Universidad Henri-Poincaré o Nancy-I, Universidad Sorbona Nueva o París III), las iniversidades de Estados Unidos o EE. UU.(Louisville), y también las universidades de países de Europa central y Australia. Además la Universidad Estatal de Perm colabora con la Comisión Europea (CE), el Banco Mundial, el Ministerio de Ciencia y Cultura de Baja Sajonia y otras organizaciones.